# Đền Yasukuni
Đền Yasukuni (Nhật: 靖国神社 (靖國神社) (Tĩnh Quốc thần xã)/ やすくにじんじゃ Hepburn: Yasukuni Jinja), là nơi thờ phụng những người lính tử trận vì đã chiến đấu cho Thiên hoàng.
Tiền thân của đền thờ này là Tōkyō Shōkonsha (東京招魂社 hay Đông Kinh Chiêu Hồn xã), "đền gọi hồn người chết tại Tokyo", được xây dựng tại cố đô Kyoto (Nhật Bản) vào năm 1869. Đến năm 1875, Thiên hoàng Minh Trị quyết định dời Tōkyō Shōkonsha về Tokyo và đổi tên thành Yasukuni với mục đích biến đền này trở thành một địa điểm linh thiêng, đề cao bản sắc dân tộc và là nền tảng tinh thần cho Nhật Bản.
Đến tháng 10 năm 2004, đã có 2.466.532 người lính Nhật Bản và thuộc địa của Nhật Bản (chủ yếu là Triều Tiên và Đài Loan) được ghi tên trong đền Yasukuni.
Hiện nay, đền Yasukuni trở thành một địa điểm gây tranh cãi không chỉ trong xã hội Nhật Bản và cả ở một số quốc gia đã từng bị Nhật Bản xâm lược, vì trong 2.466.532 người lính trên có cả những người tham gia lực lượng phát xít Nhật và những tội phạm chiến tranh trong Chiến tranh thế giới thứ hai. Cộng hòa Nhân dân Trung Hoa, Đài Loan, Hàn Quốc và Cộng hòa Dân chủ Nhân dân Triều Tiên luôn phản đối việc Nhật Bản thờ phụng những tội phạm chiến tranh này. Các lần đến thăm đền của Thủ tướng Nhật Bản dù với tư cách cá nhân hay nhà nước đều luôn dẫn đến căng thẳng về ngoại giao giữa Nhật Bản với các quốc gia trên.

## Lịch sử hình thành

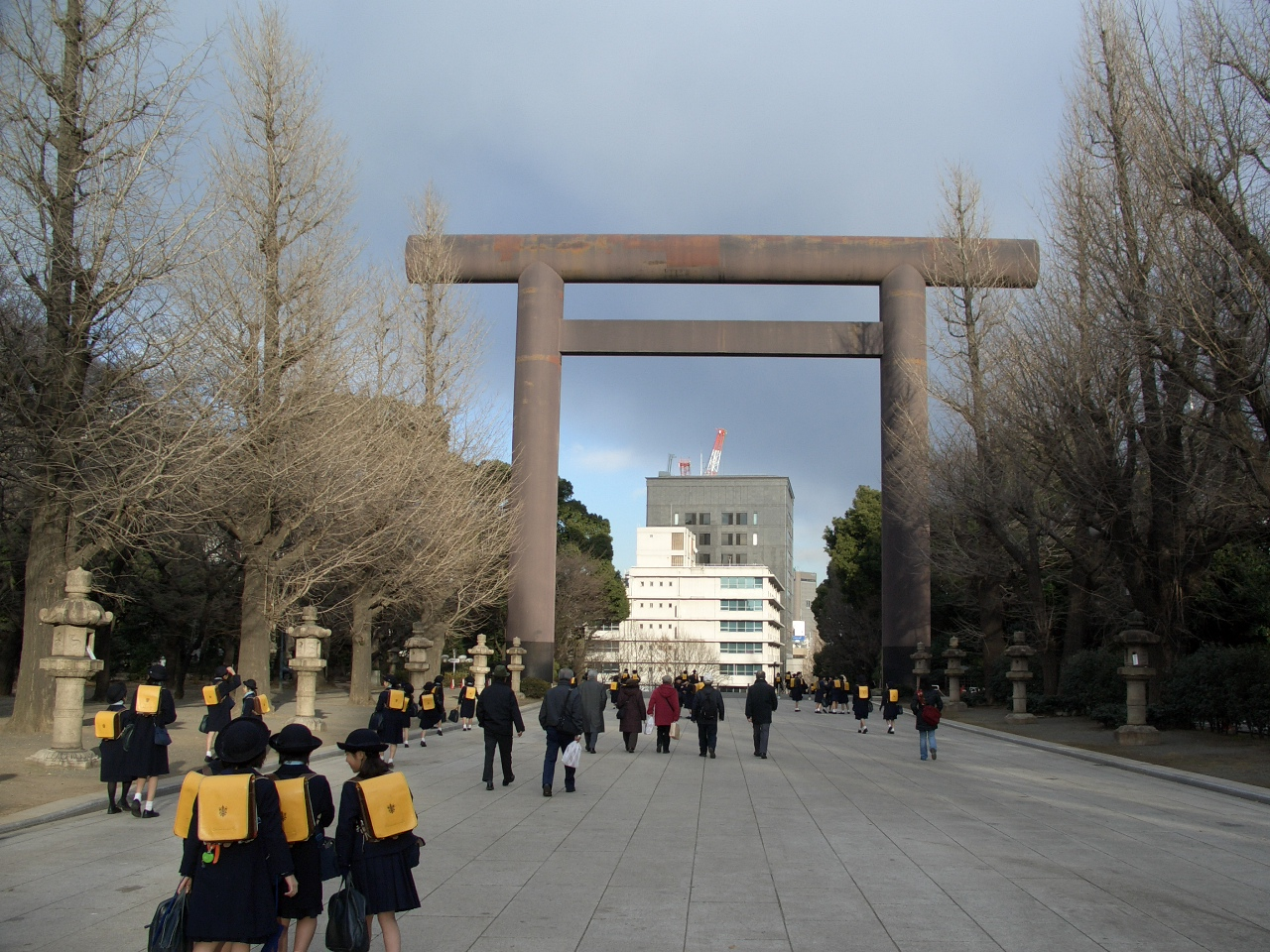
Cổng chính vào Đền Yasukuni

Đền Yasukuni trước đây có tên là Đông Kinh Chiêu Hồn xã (東京招魂社, Tōkyō Shōkonsha) được xây dựng vào tháng 6 năm 1869 theo yêu cầu của Thiên hoàng Minh Trị để vinh danh những người lính đã chiến đấu và hi sinh cho công cuộc cải cách Duy tân và sự nghiệp lật đổ Mạc phủ. Vào năm 1879, ngôi đền được đặt lại tên Yasukuni Jinja vốn dĩ sau đó trở thành một trong những biểu tượng đặc biệt cho Thần đạo Nhật Bản, và là một trong những nơi linh thiêng được lựa chọn cho việc thờ phụng những chiến sĩ hi sinh cho nước Nhật.
Trong những năm 1890, Huấn lệnh về Giáo dục của Đế chế (The Imperial Rescript on Education) đã được thông qua, theo đó sinh viên được yêu cầu đọc nghi thức lời tuyên thệ hiến dâng cho Tổ quốc cũng như bảo vệ Thiên hoàng. Sự hiến dâng cao cả nhất là hy sinh tính mạng khi chiến đấu vì Nhật Bản và Thiên Hoàng, họ sẽ trở thành các "vị thần" (Kami) bảo vệ cho tổ quốc. Nhiều người Nhật thời đó cảm thấy được thờ tại đền thờ Yasukuni là một vinh dự đặc biệt, bởi vì Yasukuni là ngôi đền duy nhất mà những người bình thường được tôn thờ, và các Thiên hoàng sẽ đích thân tới thăm ngôi đền hàng năm 2 lần để bày tỏ sự kính trọng của mình.

## Vinh danh hương hồn những tử sĩ hy sinh vì đất nước (kami)
Tính tới năm 2004, có 2.466.532 người được ghi tên và thờ cúng ở Đền Yasukuni. Những người này gồm tất cả những người đã chiến đấu và hi sinh cho nước Nhật, trong đó có 27.863 người Đài Loan và 21.181 người Triều Tiên.
Để được vinh danh tại Đền Yasukuni, đối tượng được vinh danh phải nằm trong số các trường hợp sau (vì theo quy định những người này phải hi sinh trong lúc đang thi hành nhiệm vụ, nên những người vô tình chết do chiến tranh sẽ không được kể vào).

### Điều kiện để được vinh danh
1. Các quân nhân, hay công dân được tuyển mộ cho quân đội mà:
  - Hi sinh trong lúc thi hành nhiệm vụ, hoặc chết do bị thương nặng bên ngoài Nhật Bản (và trên đất Nhật kể từ sau tháng 9 năm 1931).
  - Mất tích hay bị xem như đã mất trong lúc bị thương hay bệnh tật khi làm nhiệm vụ.
  - Bị tử hình do quyết định của tòa án chiến tranh được ký kết trong Hiệp định hòa bình San Francisco (San Francisco Peace Treaty).
2. Công dân tham gia vào các trận đánh dưới sự xếp đặt của quân đội và hi sinh trong khi bị thương nặng.
3. Tù binh được xem như đã chết trong các trại giam của Khối Đồng Minh trong và sau chiến tranh.
4. Công dân xung phong vào các nhiệm vụ dân sự (công nhân nhà máy, y tá cho các tổ chức như Hồng thập tự quốc tế) bị chết trong khi làm nhiệm vụ.
5. Thủy thủ hi sinh trên các tàu buôn trong chiến tranh và thời bình.
6. Thủy thủ hi sinh khi tham gia vào các nghĩa vụ quốc tế (Awa Maru).
7. Học sinh Okinawa mất trong lúc di tản (vụ đắm tàu Tsushima Maru).
8. Quan chức chính phủ của Karafuto và khu vực Quan Đông thuộc bán đảo Liêu Đông (thuộc quyền kiểm soát của Nhật từ 1905-1944), Tổng đốc Triều Tiên, Tổng đốc Đài Loan.

Mặc dù hàng năm số người vinh danh tại đây mỗi tăng lên nhưng chỉ được tính với mốc thời gian 1951 tức năm ký kết Hiệp định hòa bình San Francisco. Cho nên không hề có cá nhân nào được đưa vào Đền kể từ 1951, kể cả những quân nhân hi sinh trong khi làm nhiệm vụ ở Cục phòng vệ Nhật Bản.

### Các tử sĩ hi sinh trong các cuộc chiến tranh
Bảng sau liệt kê các trường hợp các Kami được vinh danh tại Đền Yasukuni theo trình tự thời gian của các sự kiện mà Nhật Bản đã tham gia trong quá khứ.
| Các trận chiến                                   | Nguyên nhân | Năm       | Số người vinh danh | Ghi chú     |
| ------------------------------------------------ | --- | --------- | ------------------ | ----------- |
| Chiến tranh Mậu Thìn và Thời kì Minh Trị Duy Tân | Nội chiến Nhật Bản | 1867–1869 | 7.751              | [ 5 ]       |
| Chiến tranh Tây Nam                              | Nội chiến Nhật Bản | 1877      | 6.971              | [ 5 ]       |
| Cuộc viễn chinh Đài Loan                         | Sự cố 54 thủy thủ người Lưu Cầu bị thổ dân Đài Loan giết chết sau sự việc 69 người bị gặp nạn trong một vụ đắm tàu tại đây, xảy ra sau khi chính quyền nhà Thanh tại Trung Quốc từ chối lời xin lỗi đến Nhật Bản với lý do Đài Loan là: "Vùng đất chưa có ánh sáng văn minh!" | 1874      | 1.130              | [ 5 ]       |
| Chiến tranh Giáp Ngọ                             | Cuộc đối đầu với nhà Thanh trên bán đảo Triều Tiên | 1894–95   | 13.619             | [ 5 ]       |
| Nổi dậy Nghĩa hòa đoàn                           | Liên minh tám nước xâm chiếm Trung Quốc | 1901      | 1.256              | [ 5 ]       |
| Chiến tranh Nga-Nhật                             | Đối đầu với đế quốc Nga trên bán đảo Triều Tiên và Mãn Châu | 1904–05   | 88.429             | [ 5 ]       |
| Thế chiến thứ nhất                               | Đối đầu với Đế chế Đức (Liên minh Trung tâm) ở Sơn Đông | 1914–1918 | 4.850              | [ 5 ]       |
| Sự biến Tế Nam                                   | Đối đầu với Trung Quốc (Trung Hoa Quốc Dân Đảng) tại Tế Nam - Trung Quốc | 1928      | 185                | [ 5 ]       |
| Sự biến Thẩm Dương                               | Chiếm đóng Mãn Châu - Trung Quốc | 1931      | 17.176             | [ 5 ] [ 6 ] |
| Chiến tranh Trung-Nhật                           | Đối đầu với Trung Hoa Dân Quốc | 1937–1941 | 191.243            | [ 5 ] [ 6 ] |
| Thế chiến thứ hai                                | Đối đầu với quân đội Đồng Minh trên Chiến trường Thái Bình Dương | 1941–1945 | 2.133.885          | [ 5 ] [ 6 ] |
| -                                                | - | Tổng cộng | 2.466.532          | [ 5 ]       |

### Thơ ca
Đền Yasukuni là nơi thờ các tử sĩ hi sinh vì Thiên hoàng và nước Nhật, họ được thờ phụng như những anh linh bảo vệ cho xã tắc. Đối với nhiều gia đình Nhật Bản có người thân tử trận thì đây là niềm an ủi và vinh dự lớn. Đầu thế kỷ 20, có một bài hát đầy xúc động về một bà mẹ già từ làng quê mang theo tấm quân chương của con trai đã tử trận của mình đến Đền Yasukuni:
Từ Ga Ueno đến Kudanzaka
Mẹ không còn kiên nhẫn, vì đường đi quên mất.
Mẹ lang thang suốt ngày, dựa người trên gậy chống,
Để đến thăm con ta, tại Kudanzaka.
Trên nền trời vòm cổng cao ngất, lờ mờ hiện ra trong mắt
Dẫn đến một ngôi đền uy nghi
Đã ghi tên con mẹ bên các thần linh.
Người mẹ hèn mọn của con khóc òa vì vui mừng.
Mẹ là con gà mái đã hạ sinh loài chim ưng.
Và niềm vinh dự đó mẹ không đáng được có.
Mẹ muốn con thấy Quân chương Diều Vàng của con,
Nên mẹ đến thăm con, con yêu, tại Kudanzaka

## Tranh cãi

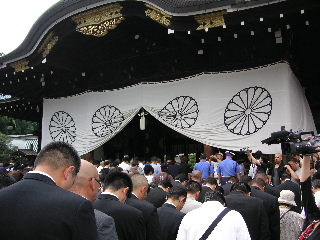
Một buổi cầu nguyện trước sảnh chính của Đền Yasukuni kỉ niệm ngày Nhật Bản chính thức đầu hàng quân đồng minh (ngày 15 tháng 8 năm 1945)

Theo niềm tin của các tín đồ Thần đạo, Đền Yasukuni là nơi cư ngụ vĩnh viễn của những anh linh dân tộc đã chiến đấu nhân danh Thiên hoàng. Đền hiện thờ khoảng 1000 tội phạm chiến tranh tham gia ở các mức độ khác nhau trong Thế chiến thứ hai.
Một tài liệu được công bố vào ngày 28 tháng 3 năm 2007 bởi một số thành viên Nghị viện, Bộ Y tế và An sinh xã hội cùng đại diện của đền Yasukuni tiết lộ một chi tiết về vấn đề vinh danh những người bị cho là tội phạm chiến tranh. Quyết định được đưa ra sau cuộc họp vào ngày 31 tháng 1 năm 1969, theo đó những phạm nhân bị kết án tại Tòa án quân sự Viễn Đông có thể được vinh danh nhưng với điều kiện các giáo sĩ Yasukuni không được công bố rộng rãi việc làm này.
Vào ngày 17 tháng 10 năm 1978, 14 tội phạm chiến tranh loại A (theo phán quyết của Tòa án quân sự viễn đông), kể cả Thủ tướng Hideki Tojo, đã được thờ một cách lặng lẽ như là "những chiến binh" đã hy sinh vì Thiên hoàng và vì niềm tin của mình (Chiêu Hòa tuẫn nạn giả, 昭和殉難者 Shōwa junnansha). Bản án gồm:
- Treo cổ:

Hideki Tojo, Itagaki Seishiro, Heitaro Kimura, Kenji Doihara, Iwane Matsui, Akira Muto, Koki Hirota
- Chung thân:

Yoshijiro Umezu, Kuniaki Koiso, Kiichiro Hiranuma, Toshio Shiratori
- Khổ sai 20 năm:

Shigenori Togo
- Chết trước khi tuyên án (do bệnh tật):

Osami Nagano, Yosuke Matsuoka
Việc làm này được truyền thông công bố rộng rãi từ ngày 19 tháng 4 năm 1979, kéo theo những tranh cãi từ 1985 đến ngày nay vì với Trung Quốc, Triều Tiên, Hàn Quốc, những nước vốn chịu ảnh hưởng từ chính sách cai trị của Nhật Bản dưới thời thuộc địa, họ coi đó là biểu tượng cho sự trở lại của chủ nghĩa quân phiệt Nhật.
Đền Yasukuni cũng mở một bảo tàng lịch sử (Du tựu quán, 遊就館, Yūshūkan) và việc này cũng gây ra chỉ trích ít nhiều. Nơi đây người ta cho công chiếu một đoạn phim tư liệu liên quan đến chính sách của Nhật Bản thời kì trước Chiến tranh thế giới thứ hai, theo đó lý do cho các việc làm này là "nỗ lực cuối cùng để đưa châu Á thoát khỏi ách thống trị của các thực dân phương Tây". Các hiện vật trưng bày tại đây cũng chứng minh rằng "Nhật Bản cũng là một trong những nạn nhân của các quốc gia Đế quốc đó".
Trên tờ rơi của Đền Yasukuni có ghi rằng: "Chiến tranh là một việc làm không một ai mong muốn, nhưng điều đó là cần thiết để chúng ta có thể bảo vệ sự độc lập và thịnh vượng chung của Nhật Bản cùng các quốc gia châu Á khác".
Các dư âm chính trị này của Đền Yasukuni có thể được giải thích bằng hai giả thuyết sau. Một là theo phương diện tôn giáo của Thần đạo, luôn coi việc một người nào đó chiến đấu và hi sinh nhân danh Thiên hoàng đều được coi là những linh hồn can đảm nhất. Nhưng một yếu tố khác được coi là mạnh mẽ hơn là do sự ảnh hưởng của các tổ chức đại diện cho những gia đình có thân nhân được vinh danh trong đền Yasukuni, đặc biệt là tổ chức '"Di tộc hội" (遺族会, Izokukai), một trong những đại diện quan trọng cho thân nhân những gia đình có người hi sinh trong Thế chiến thứ hai. Mặc dù Đền Yasukuni vẫn là một trong những nơi năng lui tới của các chính trị gia cánh tả cũng như của những tổ chức ủng hộ các chính trị gia bảo thủ này và dĩ nhiên ảnh hưởng của những người này cũng có mức độ nhất định đối với các giáo sĩ cao nhất tại đây, nhưng có một sự thật tồn tại từ lâu rằng Đền Yasukuni vẫn luôn xem tổ chức "Di tộc hội" như là một trong những viên đá đầu tiên để dựng nên ngôi Đền này.
Trước đây hội "Di tộc hội" có tên là "Di tộc Hậu sinh Liên minh" (遺族厚生連盟, Izoku Kōsei Renmei) có nghĩa là Hội phúc lợi cho các gia đình có thân nhân mất trong chiến tranh và được thành lập vào năm 1947. Các mục tiêu ban đầu của hội phúc lợi này là "Nhằm làm xoa dịu nỗi đau mà chiến tranh đã gây ra, chúng tôi, những người luôn làm mọi thứ để lập nên nền hòa bình vĩnh cửu cùng sự phồn thịnh của thế giới sẽ cùng chung tay góp sức để làm vơi đi phần nào nỗi niềm đau buồn đó". Như vậy, mục tiêu chính của tổ chức là cứu giúp những người vợ góa, những đứa con mồ côi và những bậc cha mẹ có con hi sinh trong Thế chiến thứ hai, cũng như đóng vai trò quan trọng trong việc cố vấn các chính sách cần thiết cho mục đích này với chính phủ. Tuy nhiên vào 1953 tổ chức này trở thành một tổ chức độc lập và đổi tên thành "Di tộc hội" như ngày nay. Quan trọng hơn tổ chức này cũng đã thay đổi tiêu chí hoạt động mạnh hơn: "Với mục đích mưu cầu hòa bình vĩnh cửu cho nước Nhật cùng sự phát triển hài hòa về nhân cách và những mục đích tốt đẹp khác, chúng tôi sẽ luôn cầu nguyện cho những "anh linh" (英霊, Eirei) - tức các hương hồn chiến binh - vĩ đại nhằm tìm kiếm sự an bình cho gia đình và người thân của họ bằng những bước tiến xa hơn trong việc nâng cao sự nhìn nhận của xã hội đối với những đóng góp của họ". Chung quy lại, sự thay đổi này được cho là một bước tiến xa hơn trong việc khơi dậy tinh thần quốc gia và tinh thần của chủ nghĩa quân phiệt Nhật Bản. Chủ tịch của tổ chức này thường là một thành viên của Đảng dân chủ xã hội đương quyền LDP, đồng thời tổ chức này cũng được xem là một hiện thân không chính thức cho mối quan hệ giữa LDP và Yasukuni. Minh chứng là vào năm 1962, Okinori Kaya, một thành viên bảo thủ của LDP bị xem là tội phạm loại A đã được chỉ định làm chủ tịch của tổ chức. Vì các lý do đó mà "Di tộc hội" hiện tại nắm giữ một ảnh hưởng mạnh mẽ nhất đến với các quyết định của Yasukuni.

### Về chính trị

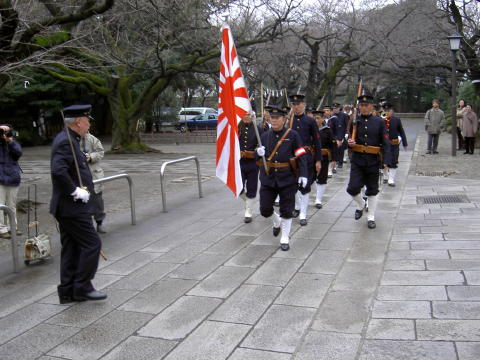
Một chuyến viếng đền với sự tham gia của các cựu chiến binh Nhật (2003)

Những tranh cãi về Đền Yasukuni đã nổ ra mạnh mẽ không những bên ngoài mà còn với bản thân bên trong nước Nhật. Các cuộc tranh luận không ngừng này bắt đầu gần như hàng năm kể từ năm 1975 khi Thủ tướng khi đó là Miki Takeo đến viếng đền với tư cách cá nhân vào ngày 15 tháng 8 (ngày Nhật chính thức tuyên bố đầu hàng quân đội Đồng Minh). Ngay năm sau đó, người kế nhiệm ông ta, Thủ tướng Fukuda Takeo cũng đến thăm Yasukuni nhưng với chữ ký của một Thủ tướng đương nhiệm. Một vài Thủ tướng khác sau đó cũng đã đến Đền từ 1979: Masayoshi Ohira vào năm 1979; Zenko Suzuki năm 1980, 1981 và 1982; Yasuhiro Nakasone năm 1983 và 1985 (lần viếng sau ông ấy đã dùng tiền của Chính phủ để mua hoa cho mục đích viếng Đền - một hành động mang tính biểu tượng cao); sau đó là Thủ tướng Ryutaro Hashimoto vào năm 1996; Thủ tướng Junichiro Koizumi, người đã viếng Đền tổng cộng sáu lần (2001, 2002, 2003, 2004, 2005 và 2006); Thủ tướng Shinzo Abe, vào ngày 26 tháng 12 năm 2013. Các cuộc viếng thăm của này của Thủ tướng đã bị một vài nước láng giềng chính thức lên tiếng phản đối từ năm 1985 vì họ xem đó là một nỗ lực để khơi gợi lại tinh thần quân phiệt Nhật Bản.
Các chuyến viếng Yasukuni này của các quan chức chính phủ đã đặt ra một tranh cãi mới về khía cạnh tôn giáo trong chính phủ. Một vài thành viên LDP cho rằng việc viếng thăm này đã được quy định rõ trong Hiến pháp và hoàn toàn hợp hiến, đặc biệt khi một người nào đó muốn bày tỏ lòng kính trọng với những người đã chiến đấu và ngã xuống vì tổ quốc. Tuy vậy, một đề xuất về ý tưởng một nơi tưởng niệm khác dành thờ phụng các chiến binh để những người muốn đến để bày tỏ lòng kính trọng đối với họ sẽ không phải đến Đền Yasukuni đã không thể thực hiện được. Sự thật là chính phủ Nhật hàng năm vẫn tổ chức hoạt động viếng thăm để tưởng nhớ đến chiến tranh tại một toà nhà phụ Budokan gần Đền Yasukuni, cho phép những người đến Budokan có thể sau đó tiếp tục viếng Yasukuni nếu họ muốn. Tuy nhiên các giáo sĩ lại phản đối việc cho xây dựng một nơi tưởng niệm không nhằm mục đích tôn giáo như vậy, vì theo họ "Đền Yasukuni phải là nơi duy nhất vinh danh những người lính can đảm nhất của Nhật Bản". Về phần Thủ tướng Koizumi thì các chuyến thăm của ông là nhằm mục đích cầu nguyện cho nước Nhật không phải tham gia vào bất kì cuộc chiến nào khác, và rằng đó chỉ là hành động tưởng nhớ đơn thuần của riêng ông.
Chính quyền Trung Quốc đại lục đã có những lời lên án gay gắt nhất đối với vấn đề Đền Yasukuni, nhưng một số nhà phân tích chính trị cho rằng đó chỉ là một mánh khoé của Bắc Kinh nhằm khỏa lấp những lỗ hổng đoàn kết trong chính quyền hiện tại, hơn là một chỉ dấu lo ngại về một sự trỗi dậy mới của chủ nghĩa quân phiệt tại Nhật Bản. Họ còn đưa ra những ví dụ sinh động hơn cho nhận định này qua việc Chính quyền Trung Quốc đã thể hiện lòng khoan dung hiếm có khi cho phép các đoàn người biểu tình được phép phản đối công khai các chuyến viếng đền trên đất Nhật, trong khi lại rất dè dặt đối với những cuộc biểu tình về những bất công của người dân trong nước. Điều này chỉ có thể được lý giải như là một nỗ lực của Đảng Cộng sản nhằm hướng ánh mắt của dư luận ra khỏi những vấn đề trong nước, cũng như làm tăng tính chính danh hiện tại của Đảng cộng sản cầm quyền bằng cách lấy lòng của những người yêu thích chủ nghĩa dân tộc tại đại lục.

### Trên đất Nhật Bản
Các chuyến viếng thăm đến Đền Yasukuni và các phản ứng của các quốc gia khác xoay quanh lúc nào cũng nhận được nhiều quan tâm từ bản thân nước Nhật và có tác động theo nhiều hướng khác nhau.
Mỗi một kami thờ trong Yasukuni được xem như là hiện thân của các anh linh của các chiến binh, và đây cũng là lý do mà một số ý kiến cho rằng không những Yasukuni muốn vinh danh họ mà còn chính những trận chiến mà họ đã từng tham gia. Yasukuni thì lại cho rằng việc vinh danh những người bị xem như là tội phạm chiến tranh loại A chỉ dựa trên các quy định hiện hành mà họ được phép. Họ cũng chỉ ra rằng tên của những người này đã có trong các bản báo cáo chính thức của Bộ Y tế Nhật Bản như những người đã hi sinh trong chiến tranh theo đó chính phủ phải có trách nhiệm với gia đình người thân của họ. Tuy nhiên lúc đầu các giáo sĩ Yasukuni đã tỏ ra thận trọng khi quyết không vinh danh những người này. Về sau quyết định này được xem xét lại và được thay đổi. Một số nhà quan sát cho rằng quyết định đưa tên những người bị kết án như những tội phạm chiến tranh loại A vào danh sách những người cần được vinh danh tại Đền Yasukuni mang một thông điệp ngầm rằng quyết định của Toà án hình sự quốc tế chỉ là hành động của những kẻ thắng làm vua, do đó phán xét của phiên tòa này là vi hiến và trái pháp luật theo luật pháp quốc tế, cho nên không có bất kì lý do gì có thể ngăn cản Đền Yasukuni vinh danh họ.
Những người ủng hộ các chuyến viếng thăm của Thủ tướng đến Đền Yasukuni cho rằng việc làm này hoàn toàn mang tính chất nội bộ của Nhật Bản mà các quốc gia khác như Trung Quốc, Bắc Triều Tiên, Hàn Quốc điều không có lý do gì để xen vào. Một nhận định khác giải thích cho mâu thuẫn này chỉ là do có sự khác biệt về tôn giáo. Thần đạo không có quan niệm về kiếp luân hồi hay thiên đường địa phủ như các tôn giáo khác. Những linh hồn vốn không hề biết gì về sự hận thù hay trả oán nhưng họ có thể sẽ trở nên như vậy nếu không có một nơi yên bình để họ an nghỉ. Một số khác thì lại cho rằng do Yasukuni là một khía cạnh tôn giáo mang tầm quốc gia và có thể được xem như một thành quả về vấn đề tự do tôn giáo của Nhật Bản nên việc đưa ra các tranh cãi tại đây là nhạy cảm và hoàn toàn không cần thiết. Họ còn cho rằng vì Yasukuni có một nhà bảo tàng bên cạnh nên ngôi Đền không chỉ là một nơi dành cho anh linh các tử sĩ nương náu mà còn có thể đóng vai trò giúp người khác hiểu về họ hơn khi họ còn sống và vì vậy sẽ tỏ lòng kính trọng họ.
Một vấn đề hóc búa khác cũng xuất hiện khi xem xét tính chất hợp hiến của các chuyến thăm của Thủ tướng. Sự phân định rạch ròi giữa luật pháp và tôn giáo trong Hiến pháp Nhật Bản là hết sức rõ ràng. Một trong các câu hỏi đầu tiên thường được đưa ra cho các Thủ tướng viếng Đền Yasukuni là "Ngài đến đây với tư cách các nhân hay là trên cương vị của một Thủ tướng ?". Trong đó chữ ký của Thủ tướng có vẻ như là vấn đề được quan tâm nhiều nhất cho dù ông ta dùng tư cách tư nhân (私人, shijin) hay thủ tướng (首相, shushō), mặc dù thỉnh thoảng chữ ký này có thể được để trống, khi khác thì lúc là tư nhân lúc thì thủ tướng. Cách làm này có hơi khác so với những chuyến thăm viếng của các Thủ tướng Đức đến khu tưởng niệm Holocaust, trong đó các chuyến đi này đều được thông báo rõ ràng là mang cấp nhà nước. Các chuyến viếng thăm Yasukuni của Thủ tướng Junichiro Koizumi được ông phát biểu có phần úp mở khi nói rằng ông đến với tư cách cá nhân Junichiro Koizumi trên cương vị một Thủ tướng. Điều này khiến một số nhà phân tích cho rằng ông đang muốn tiến tới một cấp độ chính thức hơn cho các chuyến viếng thăm này, một số khác thì nhận định vấn đề tư cách cá nhân hay Thủ tướng thật ra là đều vô nghĩa.
Một vài nhà báo cũng như cơ quan truyền thông (như tờ Tin tức Kyoto) diễn giải cách hiểu này theo một hướng khác khi cho rằng Thủ tướng Koizumi muốn nói rằng ông chỉ đến thăm Đền trên cương vị Thủ tướng khi ông cần các tác động chính trị cần thiết của một chính trị gia (trong thời điểm bầu cử), và là một cá nhân nếu ông chỉ đến với mục đích viếng thăm thuần túy. Dù sao thì hiện tại hầu hết quan điểm của người dân Nhật Bản cũng như các nhà làm luật nước này điều nhất trí rằng các chuyến viếng đến Đền Yasukuni của ông hoàn toàn hợp hiến.
Quan điểm hiện tại của Yasukuni được ghi lại trong khu bảo tàng cũng như trên trang web của Đền cũng gây ra nhiều vấn đề không đồng thuận. Yasukuni cho rằng những gì Nhật Bản đã làm trước và trong Thế chiến thứ hai là một hành động cao thượng nhằm giúp các nước Châu Á ngăn chặn sự bành trướng của chủ nghĩa đế quốc phương Tây, và vì vậy, cứu các nước này khỏi họa nô lệ.

### Các chuyến thăm của Thủ tướng

Các phóng viên tham gia đưa tin cho ngày kỉ niệm lần thứ 60 (1945-2005) ngày Nhật đầu hàng quân Đồng minh.

Vào ngày 27 tháng 1 năm 2005, Thị trưởng Tokyo, Shintaro Ishihara trả lời trong cuộc phỏng vấn với Kyoto News: "Nếu ngài Thủ tướng không đến viếng đền Yasukuni trong năm nay, tôi e rằng bản thân nước Nhật sẽ suy yếu và nhanh chóng sụp đổ từ bên trong".
Vào ngày 17 tháng 10 năm 2005, Thủ tướng Nhật khi đó là Junichiro Koizumi đến thăm đền lần thứ năm kể từ khi nhậm chức, và mặc dù theo ông việc viếng thăm này chỉ mang tính cá nhân nhưng sau đó chính quyền Trung quốc đại lục đã lên tiếng phản đối chuyến thăm này của ông bằng cách hủy cuộc hội đàm với ngoại trưởng Nhật Nobutaka Machimura. Chuyến viếng thăm cuối của ông được nhắc đến là vào ngày 15/8/2006, cũng là ngày Đế quốc Nhật chính thức đầu hàng quân đội đồng minh.
Thủ tướng kế nhiệm sau đó Shinzo Abe mặc dù không chính thức viếng thăm đền như người tiền nhiệm mà dưới hình thức gởi quà lưu niệm đi kèm với chữ ký của ông trên cương vị Thủ tướng.
Hiện tại, Thủ tướng kế nhiệm Yasuo Fukuda đã hứa rằng sẽ không bao giờ đến viếng đền Yasukuni do muốn cải thiện quan hệ với các nước láng giềng (nhằm tranh thủ sự ủng hộ của các nước này trong vấn đề Bắc Triều Tiên), nhưng nhìn chung các chuyến viếng đền Yasukuni dưới bất kì hình thức nào, đặc biệt là của các nguyên thủ quốc gia cũng mang một tác động nhất định đến chính sách đối ngoại của nước đó.

### Các chuyến viếng của Thiên hoàng
Thiên hoàng Chiêu Hòa đã không viếng Yasukuni từ năm 1978 cho đến cuối đời. Người con trai sau khi thay thế vua cha cũng đã không còn đến Yasukuni, thay vào đó một thành viên Hoàng gia sẽ đảm nhiệm việc viếng Đền hàng năm. Nhật báo "Kinh tế Nhật Bản" (Nihon Keizai) ngày 20 tháng 7 năm 2006 đã đưa lên trang nhất các chi tiết quan trọng liên quan đến quyết định không viếng Đền Yasukuni của cố Thiên hoàng Chiêu Hòa. Một bản ghi chép còn sót lại do Trưởng ban quản lý các vấn đề liên quan đến Hoàng gia, Tomohiko Tomita, lần đầu tiên xác nhận rằng lý do nằm ở quyết định vinh danh những người bị cho là tội phạm chiến tranh loại A. Tomita đã ghi lại các cuộc đối thoại giữa ông và Thiên hoàng trong quyển nhật ký (12 quyển từ 1975-1986) và các cuốn sổ tay ghi chép (20 quyển từ 1986-1997).
Theo các bản ghi chép này, Thiên hoàng đã bày tỏ sự không hài lòng của mình về quyết định vinh danh 14 tội phạm chiến tranh loại A vào năm 1988, ông nói "Trẫm đã suy tư nhiều về việc vinh danh các tội phạm chiến tranh loại A bao gồm cả Matsouka và Shiratori, nghe nói Tsukuba đã tiếp cận quyết định này một cách rất thận trọng ".
Người mang tên Tsukuba - ở đây có vẻ như là Fujimaro Tsukuba, giáo sĩ đứng đầu Yasukuni lúc đó đã không chấp nhận đề nghị vinh danh những người này tại Đền mặc dù tên của họ đã được liệt kê trong danh sách những người hi sinh trong chiến tranh (được phép vinh danh).
Khi được hỏi về ý kiến của con trai của Matsudaira, Trưởng giáo sĩ tại đền Yasukuni, Thiên hoàng cho rằng: "Không biết con trai của Matsudaira, người hiện tại cũng là một trong các giáo sĩ tại đó, sẽ xử lý vấn đề này theo hướng nào. Matsudaira là một người luôn lên tiếng ủng hộ hòa bình khi còn sống, nhưng có vẻ đứa con trai không hiểu được lòng của cha nó. Đó là lý do ta không còn đến viếng đền Yasukuni nữa. Đó là tâm ý của ta".
Matsudaira được cho là Yoshitami Matsudaira, người được chọn vào chức vụ Trưởng ban quản lý các vấn đề về Hoàng gia ngay sau kết thúc Thế chiến hai. Sau đó Nagayoshi, con trai ông ấy tiếp nhận chức vụ của giáo sĩ đứng đầu Yasukuni đã quyết định vinh danh những người tội phạm chiến tranh vào năm 1978. Việc Nagayoshi Matsudaira mất một năm trước (ngày 13 tháng 7 năm 2005) có thể là lý do để bản ghi chép này được công bố.
Theo nhận xét của nhà báo Masanori Yamaguchi, người đã có dịp xem qua bản ghi chép của Thiên hoàng và cũng là một trong số những người đầu tiên tham gia buổi họp báo vào năm 1975, rằng Thiên hoàng có vẻ đã chịu ưu phiền rất nhiều khi nghĩ đến trách nhiệm của mình trước nỗi đau của Hiroshima, và rằng ông đã "không làm gì được", điều này có nghĩa ông ấy lo ngại việc quyết định vinh danh những người này sẽ một lần nữa khơi dậy vấn đề trách nhiệm của ông trong cuộc chiến.

### Tội ác chiến tranh
Trên phương diện chiến tranh, tội ác chiến tranh là một hành động vi phạm các qui phạm trong các điều khoản trong bộ luật quốc tế liên quan đến một người hay một nhóm người mà là quân nhân hay công dân. Các tội ác chiến tranh có thể diễn ra giữa các phe phái trong nội chiến hay giữa các nước đang có xung đột với nhau về vũ trang (ICTY 1995). Trước đây các quy định về tội ác chiến tranh bị giới hạn trong các xung đột quốc tế nhưng dần được mở rộng hơn theo thời gian dưới các phong trào đấu tranh nhân quyền của Tổ chức nhân quyền quốc tế.
Do khái niệm "chiến tranh" có thể gây tranh cãi và lại càng gay go hơn với thuật ngữ "tội ác chiến tranh" được sử dụng giữa các nước dưới các hình thức khác nhau và tuy đã có một vài thống nhất chung về khái niệm này, nhưng thật ra nó chỉ được dùng ở những trường hợp có xung đột vũ trang kéo dài đủ để gây ra một sự bất ổn nhất định trong xã hội (phạm vi một nước hay quốc tế). Cho nên những phiên tòa được lập ra để xác định sự "chính nghĩa của cuộc chiến" cũng đã gặp rất nhiều chỉ trích do bị cho là có sự thiên vị đối với bên chiến thắng trong chiến tranh. Có thể xem việc tàn phá thành phố Dresden (Đức) trong các trận ném bom của quân Đồng minh hay việc sử dụng vũ khí hạt nhân với Nhật Bản trong Thế chiến hai như là một ví dụ cho điều này.
Ở những khía cạnh mà những điều lệ ghi trong Luật pháp quốc tế chưa thể giải quyết triệt để, vẫn còn tồn tại nhiều những tranh cãi liên quan đến tính khách quan khi tiến hành xem xét một cá nhân có là tội phạm chiến tranh hay không.

## Các khu vực chính
Đền Yasukuni trải dài trên khu đất 2,41 dặm vuông với khoảng 1,54 dặm vuông công trình liên quan.

### Khu đền chính
Liệt kê theo thứ tự từ Đông sang Tây
- Khu Haiden: xây dựng vào 1901, là khu vực cầu nguyện chính của những người đến cầu nguyện cho mục đích tín ngưỡng Thần đạo. Phần mái của khu này được sửa lại vào năm 1989. Bức màn trắng sẽ được các giáo sĩ trang trí lại thành màu hồng khi Đền vào mùa lễ bái[12].
- Khu Honden: khu vực thờ phụng chính dành cho các kami. Được xây dựng vào năm 1872 và trang hoàng lại vào 1989, cũng là nơi dành cho các giáo sĩ hành lễ và hoàn toàn biệt lập với khách viếng[13].
- Khu Reijibo Hōanden: nằm phía sau khu Honden về phía Đông, là khu lưu giữ Quyển thánh thư (Book of souls) - một tài liệu được làm bằng tay theo kiểu Nhật ghi tên của các đấng thần linh của Thần đạo được thờ tại đây. Được xây dựng từ các mẫu bê tông đã hư hại từ các vụ động đất được Thiên hoàng Chiêu Hòa đưa đến vào năm 1972[14].
- Khu Motomiya: được xem như một khu đền phụ, lúc đầu được xây dựng tại Kyoto nhằm mục đính vinh danh những người đã hi sinh vì sự trung thành của họ trong những ngày đầu của thời kì Minh Trị Duy Tân. Bảy mươi năm sau, khu đền này được đưa đến Yasukuni vào 1931. Motomiya theo tiếng Nhật có nghĩa là "Ngôi đền cũ" với ngụ ý rằng đây là một trong những khu thánh linh của Đền Yasukuni ngày nay[15].
- Khu Chireisha: nằm ở vị trí về phía Nam của khu đền Motomiya, vốn là một ngôi đền nhỏ được xây vào 1965. Chủ yếu dùng để phụng thờ những người chưa được đưa vào khu Honden - vốn là những người chết từ các quốc tịch khác có liên quan đến Nhật Bản. Yasukuni dành riêng ngày 13 tháng 7 hàng năm để tổ chức một buổi cầu nguyện tại đây[16].

### Cổng Torii
- Daichii Torii: được xem như lớn nhất Nhật Bản, dựng lên lần đầu tiên vào 1921 trên lối đi chính dẫn vào Đền Yasukuni. Cao gần 25m và dài 34m, khách viếng Đền sẽ đi qua cổng này nếu bắt đầu từ hướng Đông sang Tây. Được thay thế một lần vào 1974 khi bị hư hại vào năm 1943 do thiên tai[17].
- Daini Torii: có thể gặp trên đường đi vào Đền, là Torii lớn nhất Nhật Bản làm bằng đồng. Được dựng lên từ 1887[18].
- Shimmon: nằm giữa Daini Torii và Chumon Torii. Cao 6m và được làm từ cây tùng bách Nhật Bản (Hinoki (檜 hay 桧) có đường kính khoảng 1.5m, dựng lên từ 1934 và được khôi phục lần đầu vào năm 1994[19].
- Chumon Torii: Torii bằng gỗ này sẽ gặp sau cùng trước khi đến khu đền Haiden. Được dựng lên vào 2006 và làm từ một cây bách ở tỉnh Saitama[20].
- Ishi Torii: được làm bằng đá dẫn đến Đền từ hướng Nam. Dựng lên từ 1932, có thể đến khu vực Parking bằng lối đi này[21].
- Kitaman và Minamimon: dẫn đến Đền từ hướng Bắc và Nam. Khách đến viếng có thể nhận ra Minamimon Torii do vốn là một cổng nhỏ làm bằng gỗ.

### Khu tưởng niệm

Bức tượng vinh danh những phụ nữ Nhật bị góa do chiến tranh

- Irei no Izumi: được xây dựng gần đây để tưởng nhớ đến những người chết do khát từ các trận đánh[22].
- Ōmura Masujirō: được làm tự nghệ nhân điêu khắc Okuma Ujihiro vào 1893, cũng là tượng đài đầu tiên làm bằng đồng mang phong cách châu Âu. Được xây để vinh danh Ōmura Masujirō, người đàn ông mệnh danh "Cha đẻ của quân đội hiện đại Nhật Bản"[23].
- Tượng của người mẹ góa: được dựng lên để vinh danh các bà mẹ phải nuôi con một mình khi chồng của họ hi sinh do chiến tranh. Được đưa đến Đền vào 1974 do "Hội của các đứa con" đóng góp[24].
- Tượng đài của Tiến sĩ Pal: công trình được đưa vào Yasukuni vào 2005 để vinh danh thẩm phán Radhabinod Pal, một người đơn độc luôn tìm những bằng chứng cho sự vô tội của các bị cáo trong Phiên tòa hình sự quốc tế Viễn Đông[25].

### Các khu vực khác

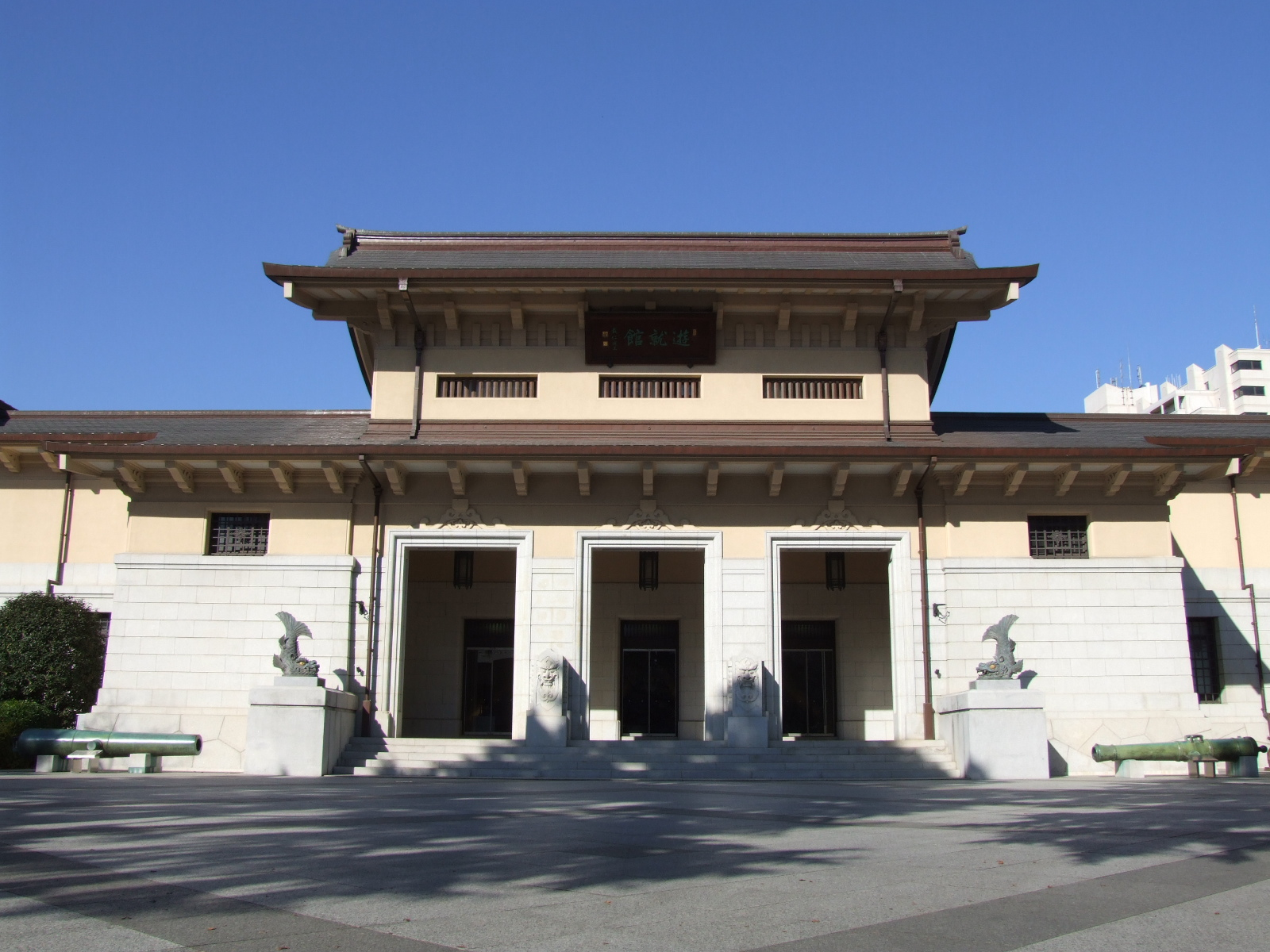
Lối dẫn vào khu bảo tàng Du Tựu quán (Yūshūkan)

- Yūshūkan: được xây từ 1882, khu bảo tàng này được đặt ở phía Bắc của khu sảnh đường của Yasukuni trưng bày nhiều hiện vật chiến tranh trong đó có cả phi cơ Zero Fighter và ngư lôi Kaiten dành cho các cảm tử quân (回天, hồi thiên, tức "Thay đổi thế giới" hay "Kiến tạo số phận").
- Khu vườn Shinchi Teisen: được bày trí theo phong cách Nhật có từ thời kì Minh Trị. Một thác nhỏ được đặt giữa hồ khu vườn nhằm làm tăng sự thinh lặng của cảnh vật xung quanh[26].
- Biểu diễn Sumo: vào 1869, một buổi biểu diễn dành cho các võ sĩ Sumo được tổ chức lần đầu tiên vào dịp mở cửa khu Đền. Kể từ đó, rất nhiều cuộc kỉ niệm tương tự được tiến hành với sự tham gia của các võ sĩ chuyên nghiệp kể cả các nhà vô địch của giải Sumo hạng nặng (yokozuna) thường niên tổ chức vào các dịp lễ mùa xuân. Các trận đấu này được tổ chức miễn phí cho khách viếng Đền[27].
- Ō-tōrō: hai ngọn đèn đá lớn nhất Nhật Bản được đưa đến Đền từ 1935. Một cái tượng trưng cho quân đội, cái thứ hai dành riêng cho Hải quân Đế quốc Nhật Bản.